# Groentemarktbrug
De Groentemarktbrug (brug 156) is een vaste brug in Amsterdam-Centrum.
De verkeersbrug is gelegen in de Marnixstraat. Ze overspant daarbij een doorvaart tussen enerzijds (aan centrumkant) de Lauriergracht (met daarover brug 110) en Lijnbaansgracht en anderzijds (westkant) de Singelgracht. Ten noorden van de brug staat een aantal gemeentelijk monumenten bestaande uit een drietal losstaande huizenblokken uit eind 19e eeuw, bestemd voor handelaars van de groentemarkt die hier tot 1934 werd gehouden en naamgever van de brug. Aan de zuidwestkant staat Europarking, een 20e-eeuwse parkeergarage.
Het stadsarchief van Amsterdam is in het bezit van een oude bouwtekening van brug 156, maar die lag bij Stellingmolen De Kat,, die een flink eind noordelijker stond (ongeveer bij het Marnixplein). De brug 156 die op de huidige plaats ligt kwam er doordat in 1887 de gemeenteraad besprak dat de Lauriergracht die toen haar eind had aan de Lijnbaansgracht een doorvaart (en doorstroom) moest krijgen naar de Singelgracht. Men was echter druk in de weer met de aanleg van de groentemarkt. Pas eind 1891 werd de aan te leggen brug weer bespreekbaar.  Op 26 oktober werd dan ook een dubbele aanbesteding uitgeschreven voor a.het leveren van 37 ton balkijzer en ruim 11 ton buckelplaten voor deze brug en (de inmiddels verdwenen) brug over de Elandsgracht (toen nog gracht) in de Lijnbaansgracht en b.het bouwen van de brug, dan nog over de te verlengen Lauriergracht. Het zou daarbij gaan om een 15 meter brede brug met een doorvaart van 10 meter en een hoogte van 2,12 meter. Om de brug te kunnen bouwen werd de Marnixstraat ter plaatse voorzien van een noodweg, die het verkeer tijdens de bouw even om de plaats van de bouwput moest leiden. Het werk vorderde maar traag; in juli 1892 was alleen de fundering gereed en begon de aannemer met het opmetselen van de landhoofden. In november 1892 was de brug zover gevorderd, dat men begon met het uitgraven van de doorvaart en heiwerk voor de kades. In maart 1893 werd meegedeeld dat het project gereed was, zodat scheepvaart direct van de Prinsengracht de Singelgracht kon bereiken en andersom, ten minste voor die schepen die niet te hoog waren, bleek later. Een van de bruggen over de Lauriergracht was verlaagd en blokkeerde daardoor al te hoge schepen. De brug moest in de jaren volgend op de oplevering steeds aangepast worden aan het tijdsbeeld. Zo moest er verstevigd worden in verband met de komst van de elektrische tram en in 1949 werd de brug (wederom) verbreed, zij vormde een flessenhals in de Marnixstraat, waarbij regelmatig ongelukken plaatsvonden. Het werd een gigantisch karwei, want ook kabels en buizen moesten in de brug verwerkt worden. Daarna vonden nog kleine reparaties en onderhoud aan de brug plaats.
Het uiterlijk van de brug, met name de versiering van de landhoofden en balusters, verraadt de invloed van Willem Springer, die vlak voor de bouw van de brug vertrok als assistent-stadsarchitect, echter vooralsnog is niet duidelijk of hij daadwerkelijk de ontwerper was van de brug. De Publieke Werken werkte als een collectief. De brug is tevens voorzien van sierlijke balustrades.     

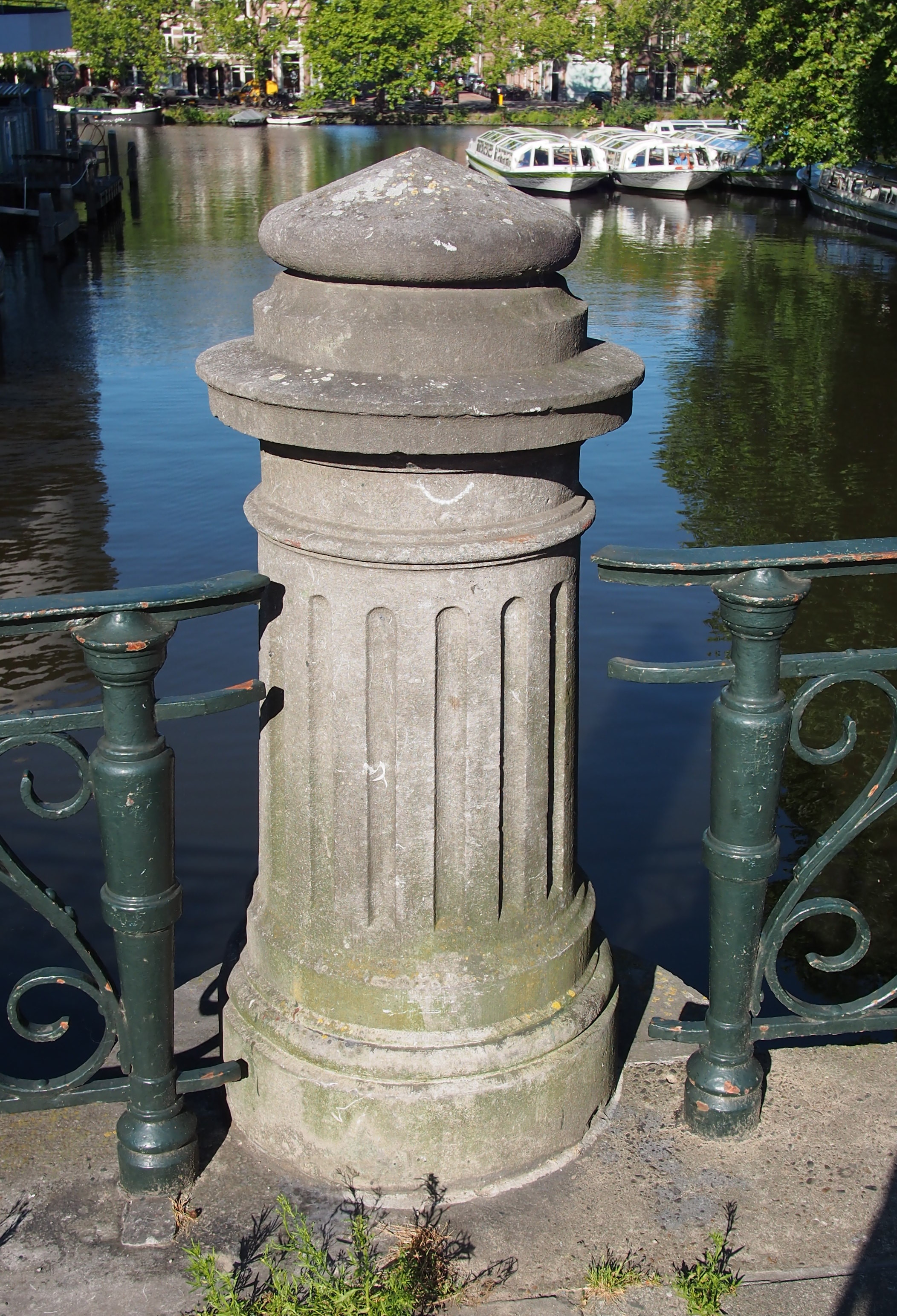
Baluster van brug 156 (2017)

<<< · 100 · 101 · 102 · 103 ·  105 · 106 · 107 · 108 · 109 ·  110 · 111 · 112 · 113 · 114 · 115 · 116 · 117 · 118 · 119 · 120 · 121 · 122 · 123 · 124 · 125 · 126 · 127 · 128 · 129 · 130 · 131 · 132 · 135 · 136 · 137 · 138 · 139 · 140 · 141 · 142 · 143 · 144 · 145 · 146 · 147 · 148 · 149 ·  150 · 151 · 152 · 155 · 156 · 159 · 160 · 161 · 162 · 163 · 164 · 165 · 166 · 167 · 168 · 169 ·  170 · 171 · 172 · 173 · 174 · 175 · 176 · 177 · 178 · 179 · 180 · 181 · 182 · 183 · 184 · 185 · 186 · 187 · 189 · 190 · 191 · 192 · 193 · 194 · 195 · 196 · 198 · 199 · >>>
Brugnummers 104, 133, 134, 153, 154, 157, 158, 188 en 197 zijn niet (meer) in gebruik.